# 탈라스투코투코
탈라스투코투코(Ctenomys talarum)는 투코투코과에 속하는 설치류의 일종이다. 아르헨티나의 토착종이다.

## 특징
탈라스투코투코는 대형 설치류의 일종이며, 몸길이가 212~254mm로 생쥐의 거의 두 배이다. 꼬리 길이는 56~76mm로 다양하고, 몸무게는 약 118g이다. 눈에 띠는 성적 이형성을 보여 준다. 기본적으로 탈라스투코투코는 원통형의 몸을 갖고 있지만, 머리와 어깨 부분이 크다. 짧고 섬세한 털을 갖고 있으며, 등 쪽은 보통 적갈색과 회색 그리고 붉은 색이 섞여 있으며 하체는 희다. 귀 아랫쪽 가장자리를 따라서 머리 양쪽 모두 독특한 흰 얼룩 반점이 나 있다. 눈과 귀는 머리에 비해 작고, 네 발 모두 아주 길고 구부러진 발톱을 갖고 있다.

## 아종
- C. t. antonii Thomas, 1910
- C. t. occidentalis Justo, 1992
- C. t. recessus Thomas, 1912
- C. t. talarum Thomas, 1898